# Víctor Genes
Víctor Manuel Genés,  est un footballeur paraguayen reconverti en entraîneur, né le 29 juin 1961 à Asuncion (Paraguay) et mort dans la même ville le 17 mars 2019.

## Carrière

### Joueur
Víctor Genes commence à jouer au football avec le Club 16 de Agosto à Luque. Il joue ensuite comme milieu de terrain avec différents clubs paraguayens comme le Sportivo Luqueño, Libertad, Club Aquidabán, Guaraní, Cerro Porteño et le Club River Plate.
Víctor Genes débute avec l'équipe nationale du Paraguay le 14 juin 1991 lors d'un match de la Copa Paz del Chaco contre la Bolivie. Il fait partie de l'équipe qui participe à la Copa América 1991 et il joue en tout trois matchs avec le Paraguay au cours de sa carrière.

### Entraîneur
Víctor Genes commence sa carrière d'entraîneur en 1997 avec le Club River Plate. Il reste dans ce club jusqu'en 2000.
En 2001, il devient sélectionneur intérimaire du Paraguay. Il ne dirige le Paraguay que pendant la Coupe Carlsberg.
Genes est ensuite l'assistant du sélectionneur Sergio Markarián lors de la Copa América 2001 et des éliminatoires pour la Coupe du monde 2002. Il est l'assistant de Cesare Maldini 
lors de la Coupe du monde 2002 en Corée du Sud et au Japon.
En 2003, il remporte le championnat du Paraguay avec le Club Libertad. Il entraîne ensuite le Club 12 de Octubre.
En 2006, Víctor Genes part en Équateur entraîner le Club Social y Deportivo Macará. En 2007, il retourne au Paraguay où il entraîne divers clubs.
En juin 2013, il mène le Paraguay en 8es de finale de la Coupe du monde des moins de 20 ans.
Le 27 juillet 2013, il est nommé pour la deuxième fois sélectionneur de l'équipe A du Paraguay. Il est démis de ses fonctions en décembre 2014.
- 1997-2000 :  Club River Plate
- 2003-2004 :  Club Libertad
- jan. 2005-déc. 2005 :  12 de Octubre FC
- jan. 2006-déc. 2006 :  Club Social y Deportivo Macara
- 2007-2008 :  CA 3 de Febrero
- 2008-2009 :  SC Trinidense
- 2009-déc. 2009 :  Jose Galvez FBC
- juil. 2013-déc. 2014 :  Paraguay
- mars 2016-oct. 2017 :  General Caballero SC
- oct. 2017-déc. 2017 :  CA Boca Unidos